# Gubbängen
Gubbängen är en stadsdel med postorten Enskede i Farsta stadsdelsområde i stadsområdet Söderort och Farsta distrikt i Stockholms kommun. Stadsdelen gränsar till Fagersjö, Gamla Enskede, Högdalen, Hökarängen, Skarpnäcks gård, Sköndal, Stureby, Svedmyra och  Tallkrogen.
Stockholms stad köpte egendomen Gubbängen 1908 av lantbrukaren Albin Arvidsson, men det dröjde fram till 1940-talet innan man kom igång med stadsplanering och byggande. Stadsdelen bildades 1933 efter att året innan räknats till stadsdelen Svedmyra.

## Gubbängens historiska gårdar

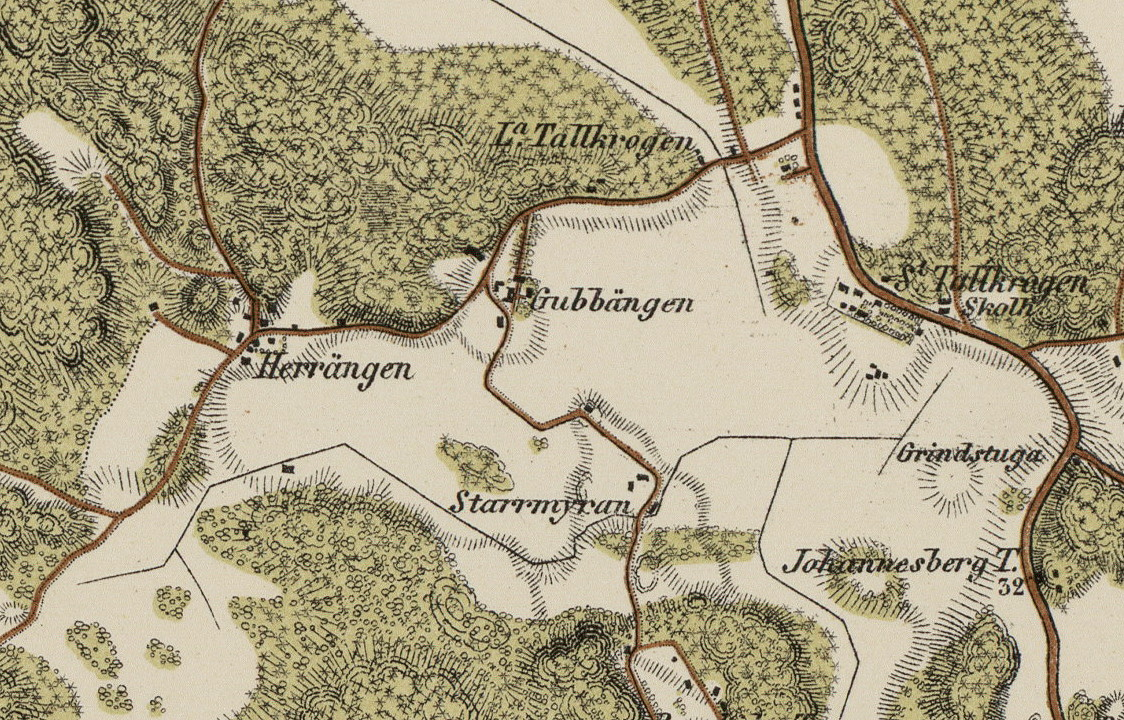
Gårdarna Herrängen och Gubbängen på Topografiska corpsens karta 1861.

Två historiska gårdar bildade stadsdelens kärna: Gubbängens gård och Herrängens gård (ej att förväxla med Herrängens gård vid Långsjön). Ingen av dem existerar längre. Gubbängens gård låg där Gubbängsskolans skolgård nu ligger. Gårdens sista byggnad revs 1965, det enda som återstår är rester efter gårdens gamla allé och en igensatt jordkällare. 
Herrängens gård låg cirka 500 meter väster om Gubbängens gård ungefär där senare Gubbängstorget anlades. Till gårdarna hörde några ekonomibyggnader, till Herrängen även en statarlänga som låg mitt på nuvarande Lingvägen. Herrängens byggnader revs i mitten av 1940-talet. Efter den gården återstår en stor lönn i hörnet Lingvägen / Gubbängsvägen.

## Stadsplanering

### Arkitekttävling
År 1940 utlystes den så kallade Gubbängstävlingen av fastighetsnämnden och tomträttskassan, syftet var att ta fram en bra stadsplan och bra bostadstyper. Resultatet redovisades året därpå, bland annat skulle följande minimikrav tillgodoses:
- Inga sovplatser i köket
- Vardagsrummet skulle inte användas som matrum
- Varje vuxen skulle ha en egen garderob, barn en halv

Det var Kooperativa förbundets arkitektkontor som vann tävlingen; deras bidrag hette Vox Humana. I stadsplanetävlingen fanns sju bidrag, och i uppdraget ingick att stadsplanelägga både Hökarängen och Gubbängen. Den tävlingen fick dock ingen praktisk betydelse för byggandet.

### Rybergs stadsplan och stadsdelens bebyggelse
| Rybergs stadsplaner för Gubbängen från 1944. Till vänster den västra delen och till höger den östra. Båda historiska gårdarnas läge är markerade. |  | Rybergs stadsplaner för Gubbängen från 1944. Till vänster den västra delen och till höger den östra. Båda historiska gårdarnas läge är markerade. |
| Rybergs stadsplaner för Gubbängen från 1944. Till vänster den västra delen och till höger den östra. Båda historiska gårdarnas läge är markerade. |  | |

Den fortfarande (2010) gällande stadsplanen utarbetades av Ture Ryberg på stadsplanekontoret 1944. Han avsatte ett stort område (litt A, röd på planen) för allmänt ändamål. På platsen finns idag Engelska skolan och Gubbängshallen.

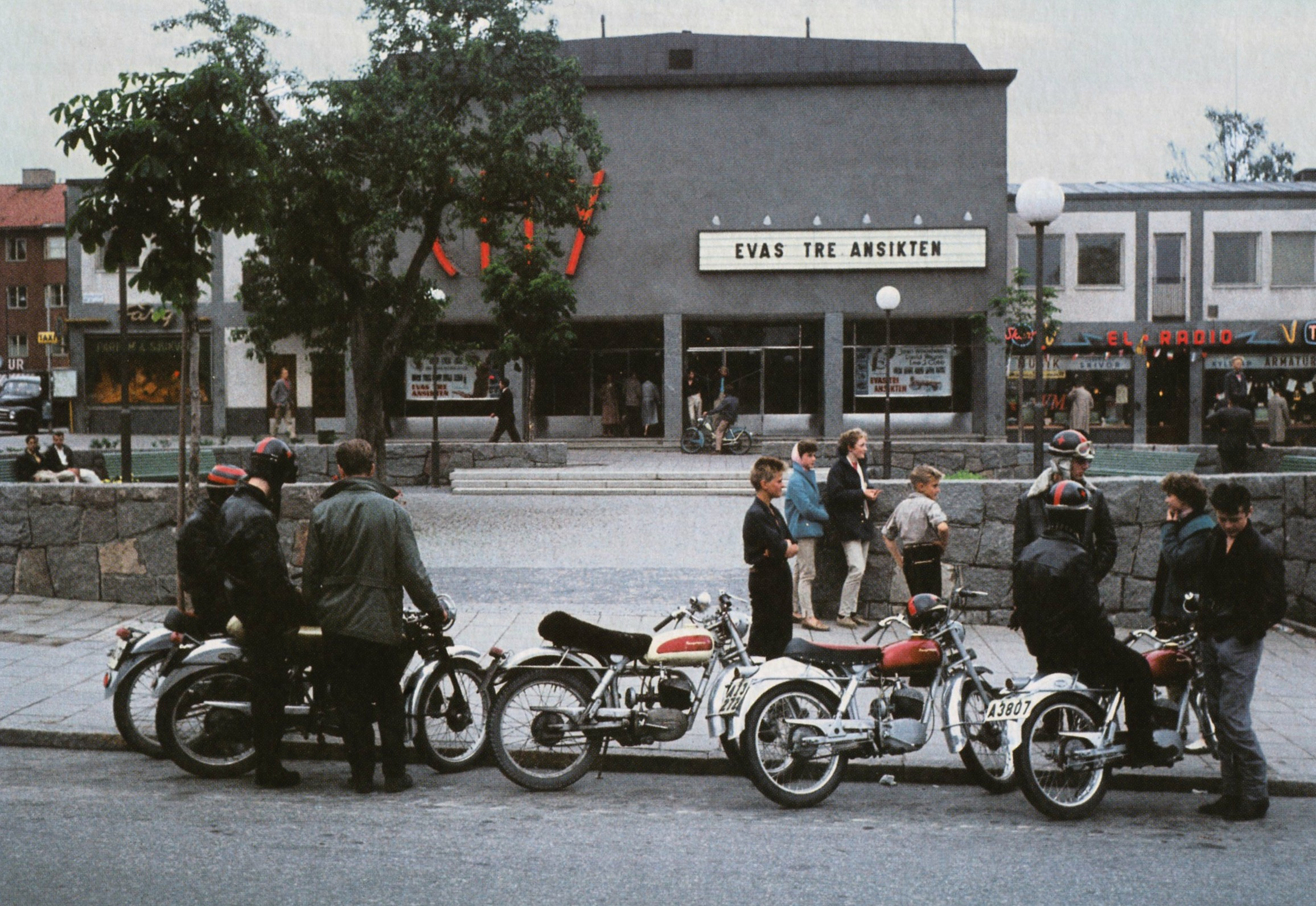
Mc-gänget utanför "Biograf City" 1958.

Man påbörjade byggandet 1945–1946. I den västra delen byggde hus av bland annat AB Familjebostäder och Riksbyggen. Norr och öster om centrum byggdes hus av fastighetsföreningar och privata byggmästare. På den östligaste delen mot Nynäsvägen och längst Gubbängsvägens norra sida mellan Ramvägen och Nynäsvägen byggde Stockholms stad småstugebyrå (SMÅA) ett radhusområde. De putsade husen på Gubbängsvägens norra sida byggdes av en entreprenör medan trähusen söder om Gubbängsvägen är självbyggeri. Området färdigställdes mellan 1946 och 1948.
Kvarteret Fyrkantsfilen hör tillsammans med kvarteren Spännknekten, Falshyveln, Simshyveln, Skruvtvinget och Sicklingen till ett bostadsområde som byggdes i slutet av 1940-talet av Riksbyggens bostadsrättsförening Stockholmshus nr 11 efter ritningar av arkitekt Nils Hjelm i stilbildande folkhemsarkitektur. Hela området ligger väster om tunnelbanestationen och består av 19 byggnader som nås via Bordsvägen, Kistvägen, Sicklingsvägen och Majrovägen. Kvarters- och vägnamn inspirerades av begrepp från möbelsnickeriet, utom Majrovägen som har sitt namn efter torpet Majro eller Mariero vilket hörde till Herrängens gård och låg ungefär i kvarteret Spännknekten (se även Majroskogen). Fastigheten Fyrkantsfilen är grönklassad av Stadsmuseet i Stockholm vilket innebär att bebyggelsen anses vara ”särskilt värdefull från historisk, kulturhistorisk, miljömässig eller konstnärlig synpunkt”.
Gården som gav stadsdelen sitt namn var Gubbängens gård som revs 1965. På platsen anlades sedan Gubbängsskolans skolgård. Där Gubbängens centrum nu ligger fanns tidigare Herrängens gård. I Rybergs stadsplan fanns ingen plats för båda gårdar men deras läge är inritat. Själva centrumbebyggelsen började byggas på 1950-talet, arkitekt Curt Strehlenert på HSB:s arkitektkontor. Lingvägen i kombination med tunnelbanan delar stadsdelen i två halvor. Det hörde till stadsplanekonceptet att Stockholms nya förstäder som formulerades i skriften Det framtida Stockholm från 1945. Enligt den skulle vara självförsörjande med all samhällelig service, även med egna biografer. Därför fick även Gubbängen en egen biograf City som låg vid Gubbängstorget och invigdes i april 1953.

### Historiska bilder

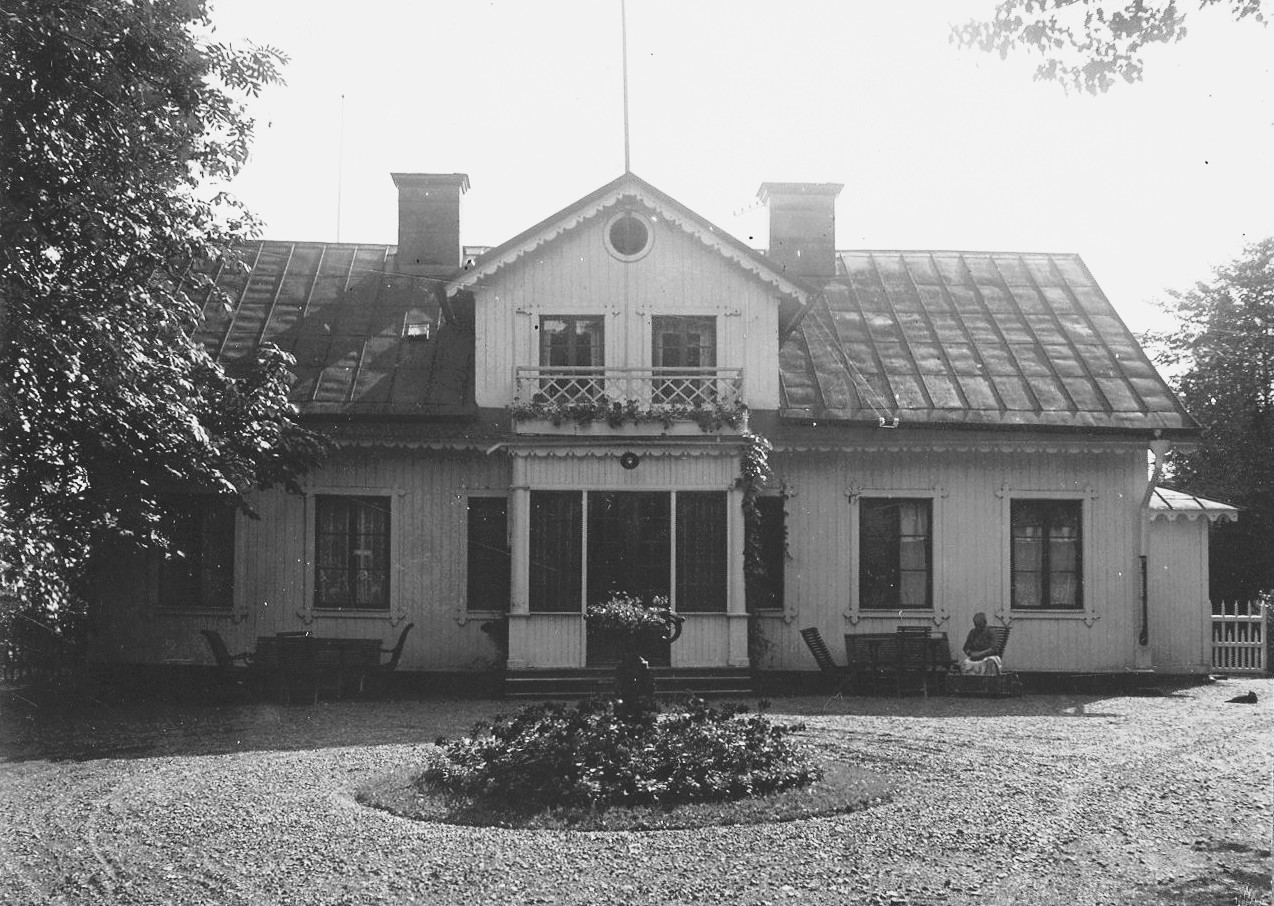
Gubbängens gård 1943.
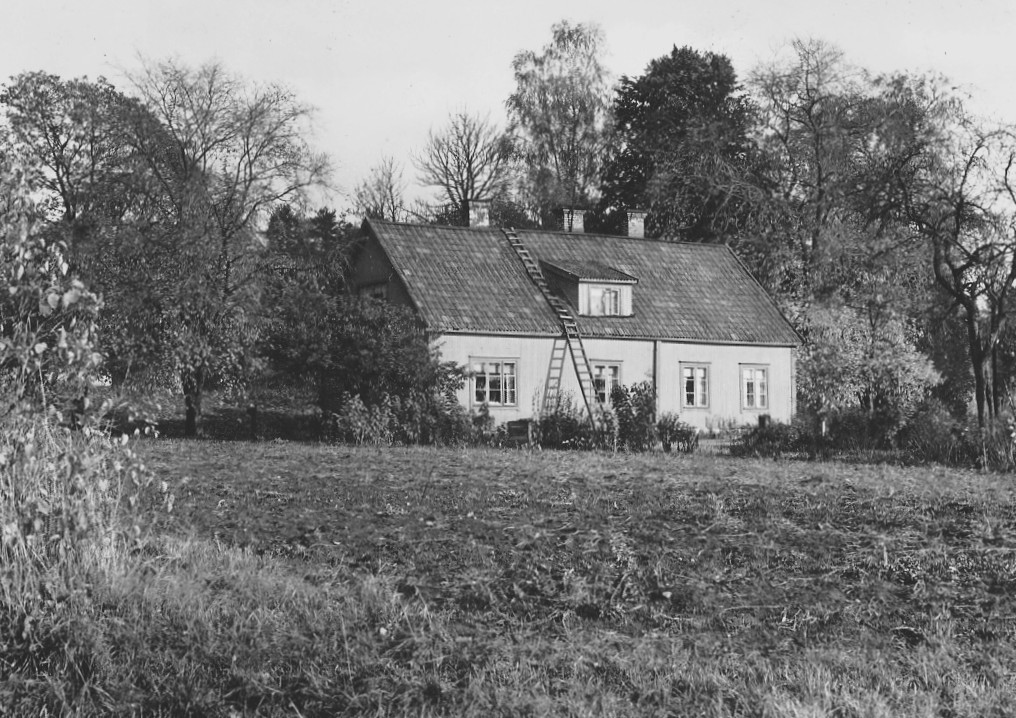
Herrängens gård 1944.
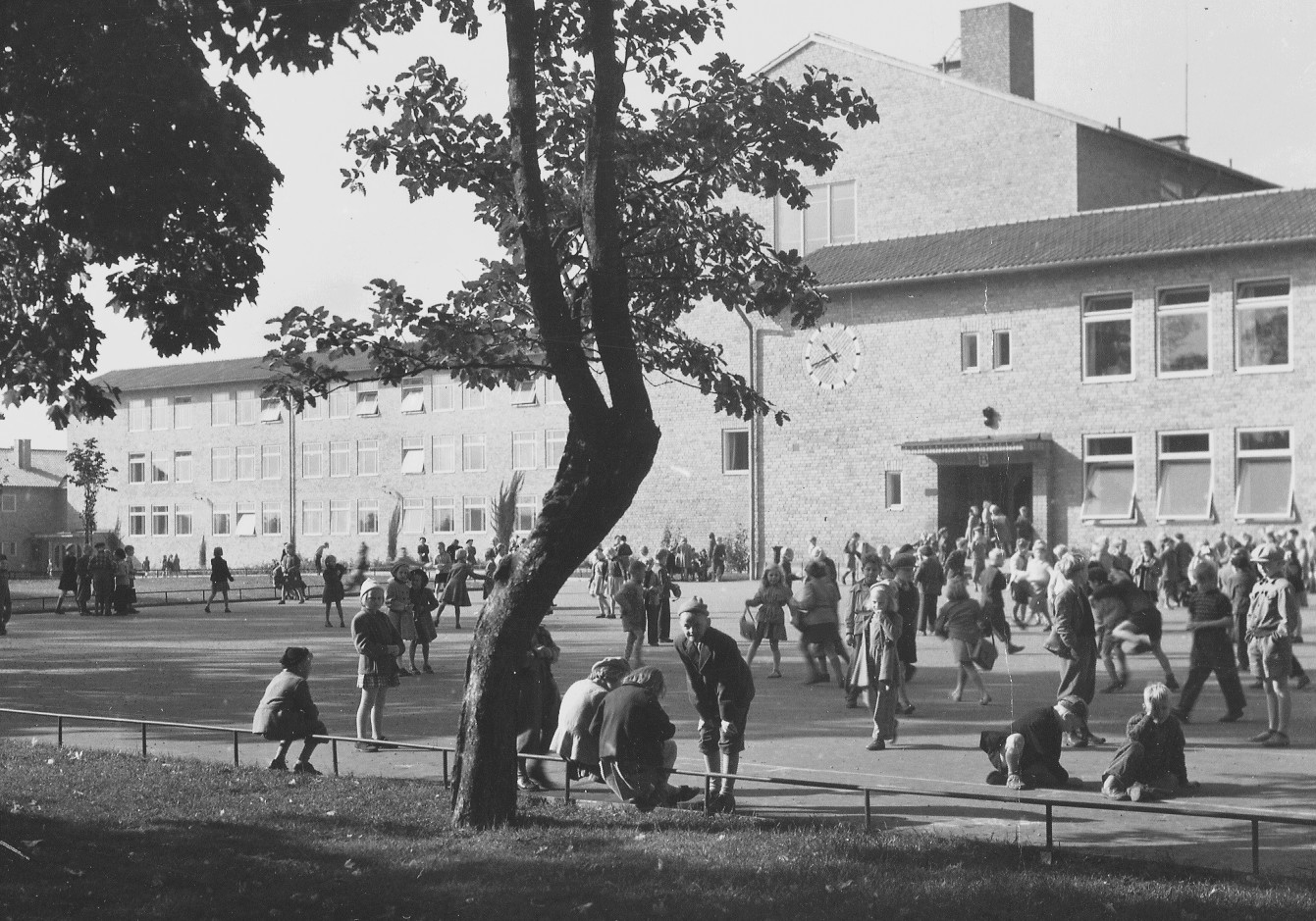
Gubbängens folkskola 1950.
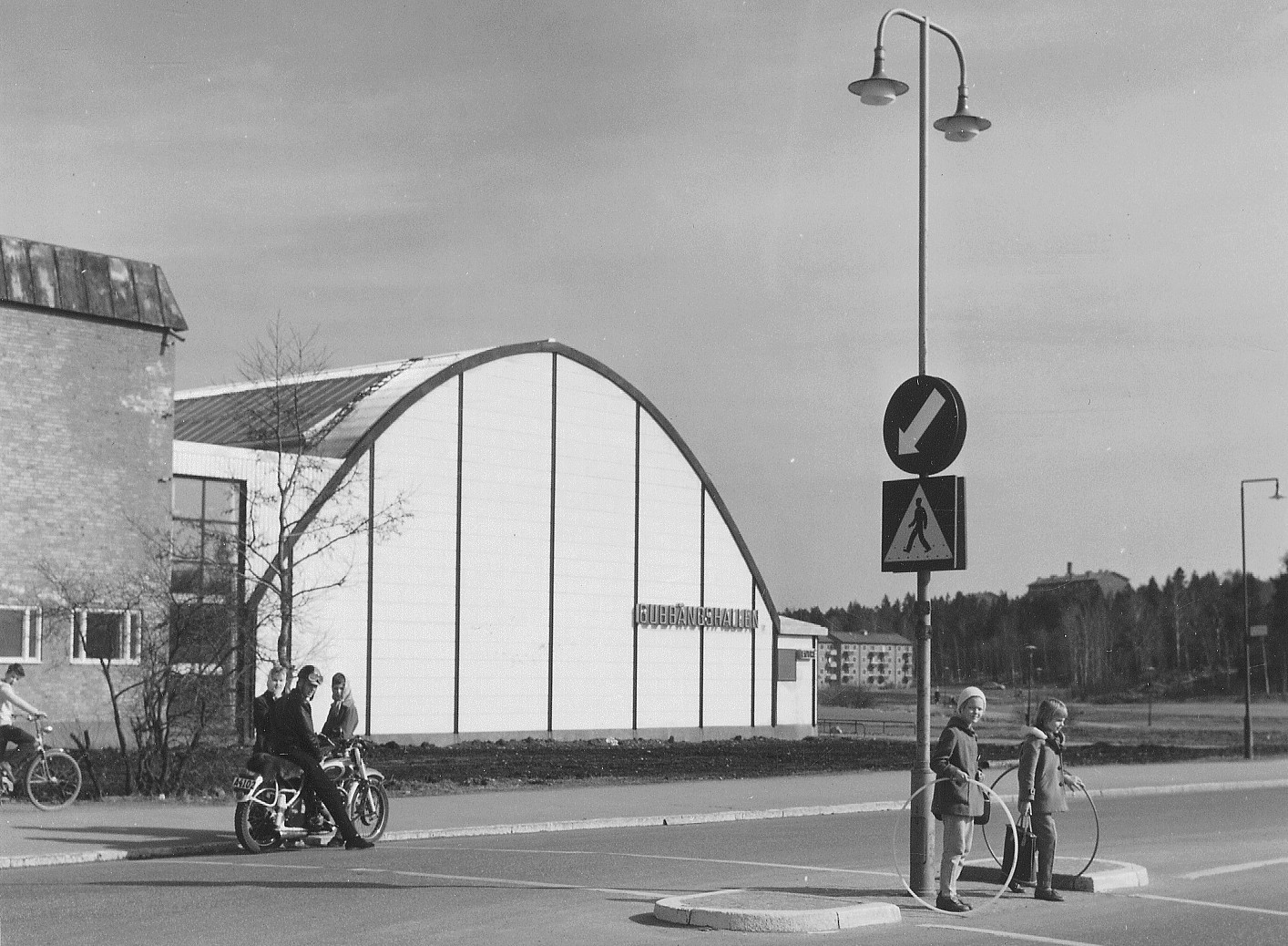
Gubbängshallen 1950-tal.
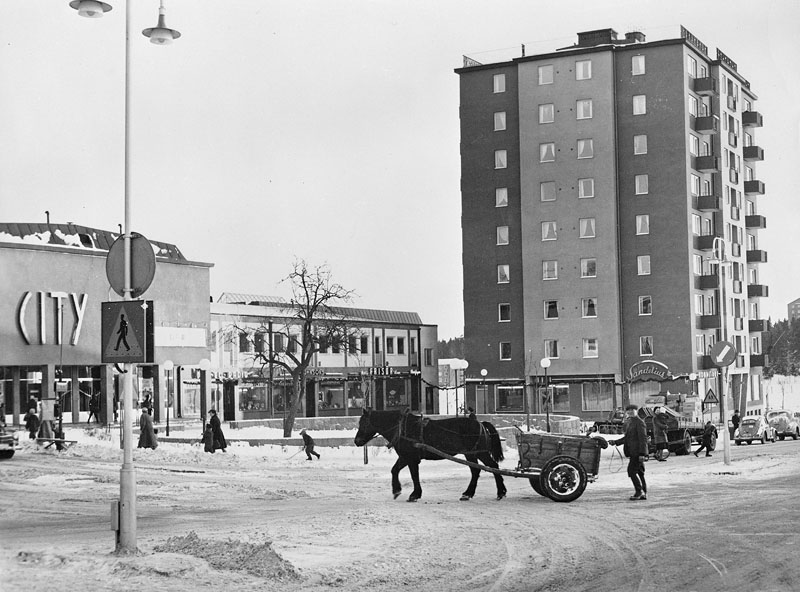
Nya torget och "Biograf City" 1953.

## Demografi
År 2017 hade stadsdelen cirka 5 700 invånare, varav cirka 25,6 procent med utländsk bakgrund.

## Kommunikationer
Från början bestämde man att kommunikationerna med innerstaden skulle vara goda, och redan 1941 inleddes byggandet av tunnelbanan. Det dröjde dock till 1 oktober 1950 innan den invigdes. Före Tunnelbanan fanns bussförbindelse med en röd SS (nuvarande SL) buss nr 75 som gick från Hökarängen in till city. BSS blekgula bussar med en grön rand som gick Nynäsvägen in till terminalen på Ringvägen vid Götgatan fortsatte tills Nynäsvägen byggdes om till fyrfilig väg första ombyggnaden.
Station Gubbängen trafikeras av T-bana 18 (gröna linjen) och togs i bruk den 1 oktober 1950, när den första etappen av Stockholms tunnelbana invigdes mellan Slussen och Hökarängen. Konstnärlig utsmyckning: Väktare två bronsskulpturer av Ragnhild Alexandersson, 1994.

## Kyrkor
- Vid gränsen mot Hökarängen ligger Söderledskyrkan, som är församlingskyrka för Farsta församling. Kyrkan är byggd i rött tegel och ritades av arkitekterna Hans Borgström och Bengt Lindroos. Den invigdes 1960 och är sedan 1990 ett lagskyddat byggnadsminne. Innan kyrkan byggdes, användes tomten av kringresande tivolin och cirkusar.
- Vid Gubbängsvägen 75 ligger Gubbängens  kapell som ägs av Jesu Kristi Kyrka av Sista Dagars Heliga. Byggnaden uppfördes 1962-1965 efter ritningar av arkitekt Sten Ramel. Den röda tegelbyggnaden är grönklassad av Stadsmuseet i Stockholm vilket innebär att den anses vara ”särskilt värdefull från historisk, kulturhistorisk, miljömässig eller konstnärlig synpunkt”.[6]
- I Gubbängens östra del, söder om Skogskyrkogården ligger Södra judiska begravningsplatsen med Judiska kapellet som invigdes 1969. Begravningskapellet uppfördes av byggmästaren Olle Engkvist (Bygg-Oleba) efter ritningar av arkitekt Sven Ivar Lind. Byggherre var Mosaiska församlingen Stockholm. Byggnaden är blåmärkt av Stadsmuseet i Stockholm vilket innebär att det representerar "synnerligen höga kulturhistoriska värden".[6]

## Gubbängsfältet

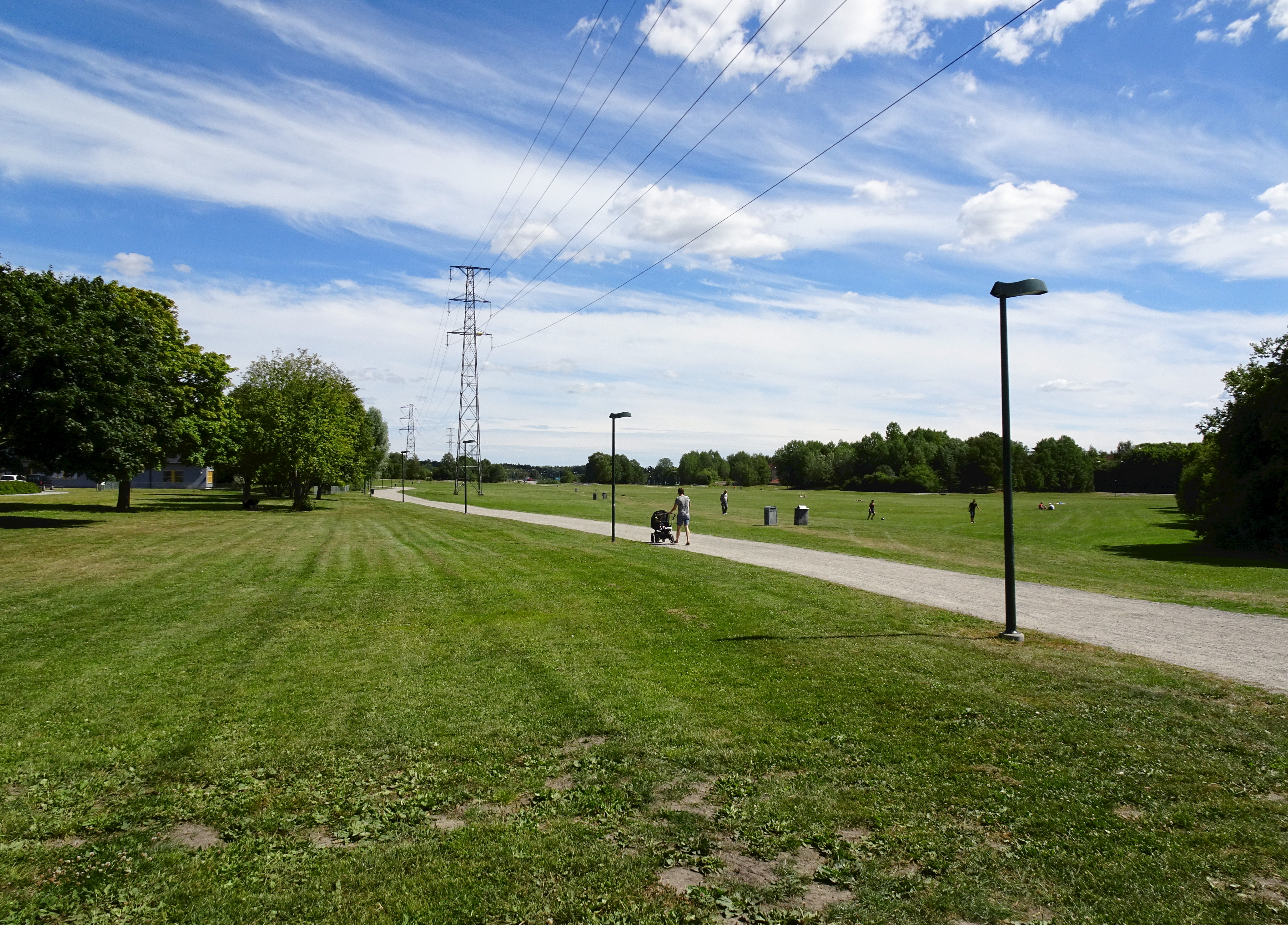
Gubbängsfältet mot sydost, juli 2016.

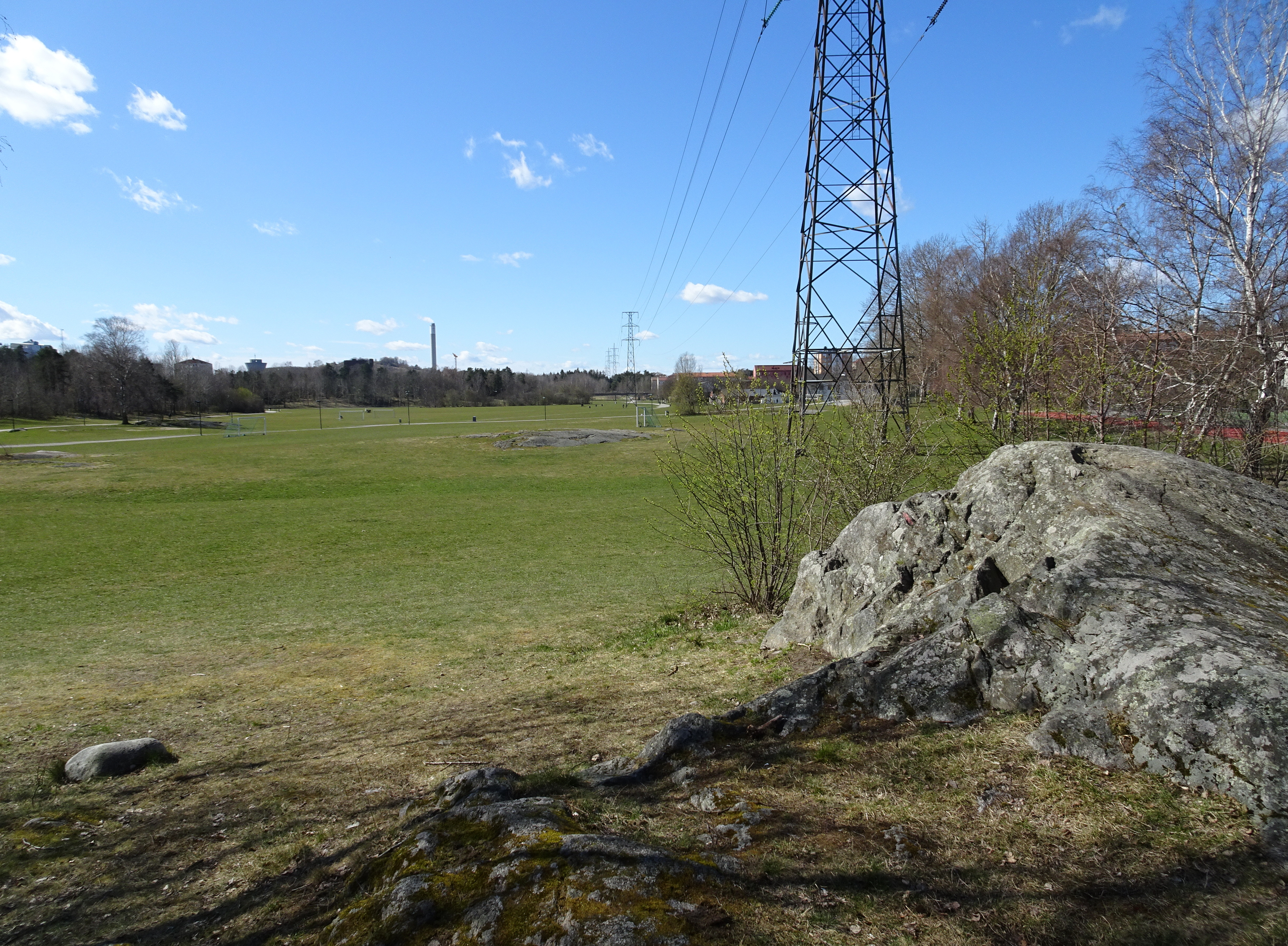
Gubbängsfältet mot sydväst, april 2020.

Gubbängsfältet skiljer stadsdelen Gubbängen från Hökarängen. Det är en rest av den ängsmark som en gång tillhörde Gubbängens gård. Det cirka 24 hektar stora gärdet utbreder sig öster och väster om Lingvägen. Tunnelbanan leds på en cirka 170 meter lång viadukt över fältet. Över Gubbängsfältet sträcker sig två 220 kV-ledningar som tillhör stamnätet. På Gubbängsfältet finns det sommartid ett flertal fotbollsmål uppställda och det finns även en konstgräsplan. På fältet anordnas också den årliga handbollsturneringen Eken Cup. Vid norra kanten av fältet märks Gubbängshallens karakteristiska byggnad från 1958.
På Gubbängsfältets västra sida, mellan Majrovägen och Örbyleden, ligger Gubbängens koloniområde som etablerades 1978. Föreningen Gubbängens Fritidsträdgårdar hyr marken av staden för 100 odlingslotter, örtagård samt egen biodling.
Ännu längre västerut, där Gubbängen gränsar mot Högdalens industriområde, finns Gubbängens IP med fotbollsplaner i grus- och konstgräsutförande och en tennishall. Runt fotbollsplanen går en speedwaybana där Hammarby Speedway kör sina hemmamatcher. Vintertid anläggs en bandyplan över grusplanen där även allmänhetens åkning erbjuds. I januari 2016 meddelades planer om att bygga Bandyhallen i Gubbängen på platsen. Den nya hallen invigdes i augusti 2020.
På Gubbängfältets östra sida, vid Panelvägen, ligger Gubbängens gamla IP byggd på 1940-talet flera år före nuvarande Gubbängens IP, i dag i huvudsak en fotbollsplan men används för diverse idrott av eleverna på Gubbängsskolan intill, den är nu (2010) upprustad med bland annat konstgräs, ny belysning och en 100 meters löparbana i modernt material.

### Gubbängsfältet blir sportfält
Sedan år 2013 finns planer på att utveckla Gubbängsfältet till ett sportfält med en fullstor konstgräsfotbollsplan inklusive belysning samt två fullstora naturgräsplaner för rugbyverksamhet som finns idag på Årstafältet. En ny detaljplan vann laga kraft i november 2017. Den skall ger plats för tre idrottsplaner samt servicebyggnad. Idrottsområdet får sin huvudentré i planområdets östa del, vid Söndagsvägen, nära busshållplats. Där uppförs servicefunktioner och parkering för bil- och cykel. Området ska ha en karaktär av sportfält, det vill säga flacka aktivitetsytor avsedda för utomhusidrotter. Förslaget innebär att en konstgräsplan anläggs längst österut, närmast servicebyggnaden.
Sedan 2021 har rugbyplanerna varit färdigställda. Båda planerna är upplysta och inhägnade med poängtavla till varje plan. Den östra planen har en läktare på ena långsidan som har plats för 308 åskådare. Tillsammans med de två planerna färdigställdes även en gång och cykelbana på norra sidan om Örbyleden mellan busstationerna Hökarängen och Söndagsvägen. Samtidigt byggdes även en ny servicebyggnad vid infarten från Örbyleden, där finns omklädningsrum, förråd och toaletter. Runt byggnaden byggdes parkeringen ut till 132 parkeringsplatser varav 24 med laddstolpar. 

## Majroskogen

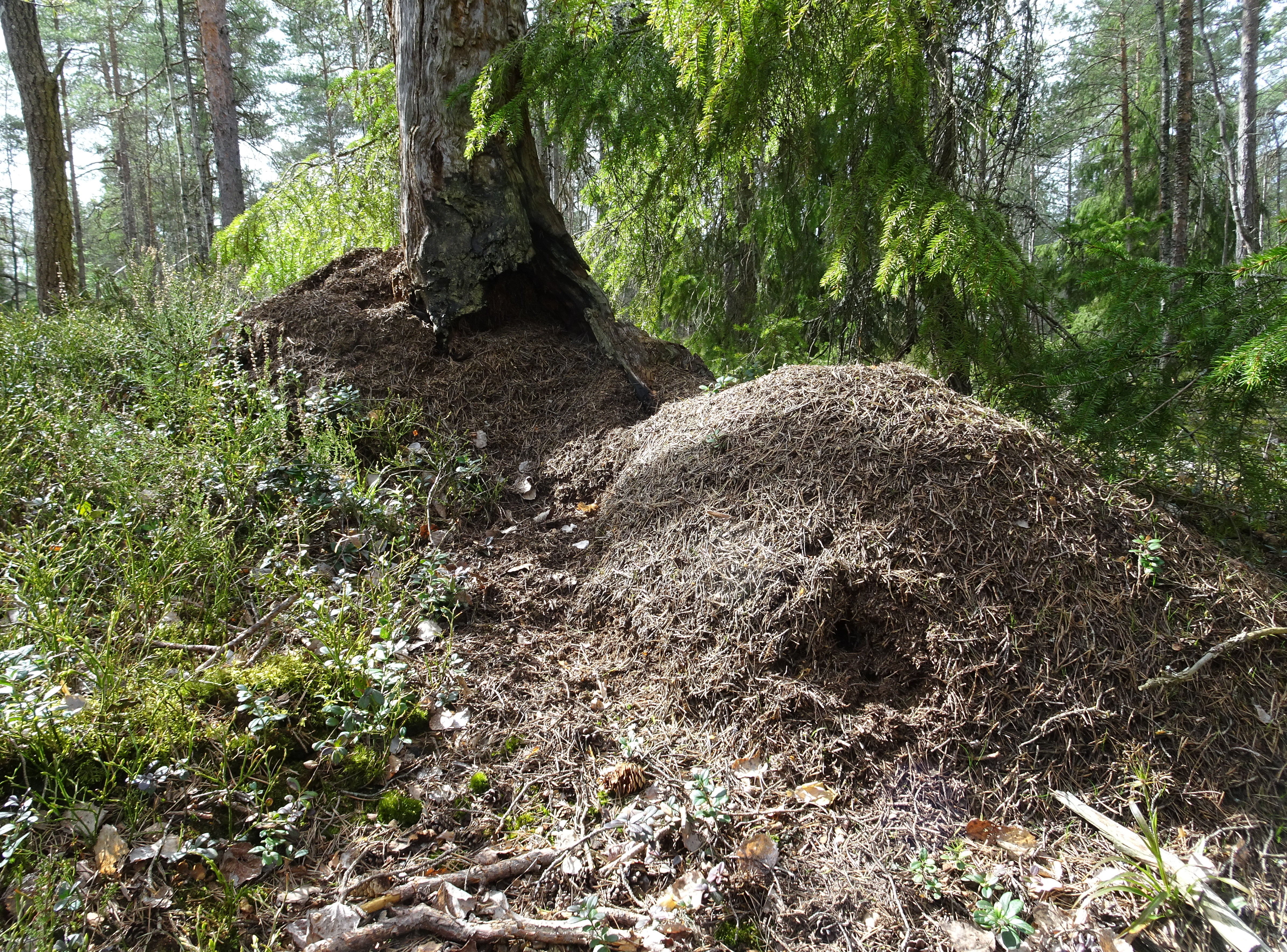
Majroskogen, april 2020.

Majroskogen  är det största sammanhängande skogsområde i Söderort med många ovanliga växt och djurarter samt träd som är upp till 300 år gamla. Skogen ligger i Stockholms södra förorter: Gubbängen, Svedmyra, Tallkrogen, Stureby och angränsar till Bandhagen, Högdalen och Hökarängen. Skogen omfattar en areal om cirka 56 hektar. Mot sydväst begränsas den av Örbyleden, mot syd vidtar Gubbängens bebyggelse och mot norr Sturebys och Svedmyras bostadsområden. Majrokogen delas av en lokalgata (avstängd för trafik) i en norra och en södra del. Högsta höjd har en platå i norra delen med 56 meter över havet. En jättegryta med en diameter på cirka en meter finns på en av de kala berghällarna i södra delområdet.

## Skolor
Gubbängens läroverk, senare kallad Gubbängens gymnasium, byggdes 1954, och ritades av arkitekterna Helge Zimdal och partnern Nils Ahrbom. Gubbängsskolan (tidigare namn Gubbängens folkskola) är en grundskola med årskurserna 1–9 samt förskoleklasser. Den invigdes 1947 och ritades också av Zimdal & Ahrbom. Skolan har cirka 700 elever. I skolans östra länga ligger Gubbängsbadet, skolans gymnastik- och simhallsbyggnad, även här ansvarade Zimdahl & Ahrbom för en arkitektoniska utformningen. 
Det finns även en friskola, Internationella Engelska Skolan i Gubbängen, som har sina lokaler i före detta Gubbängens Gymnasium med undervisning för årskurs 4–9. I Gubbängen finns flera förskolor, både kommunala och privata. Kommunala är Gullängen, Solrosen och Lövlunda, medan föräldrakooperativet Tallgubben är privat. Stadsdelen har ganska ung befolkning med många barnfamiljer, så efterfrågan på förskoleplatser och skola är stor.

## Nutida bilder

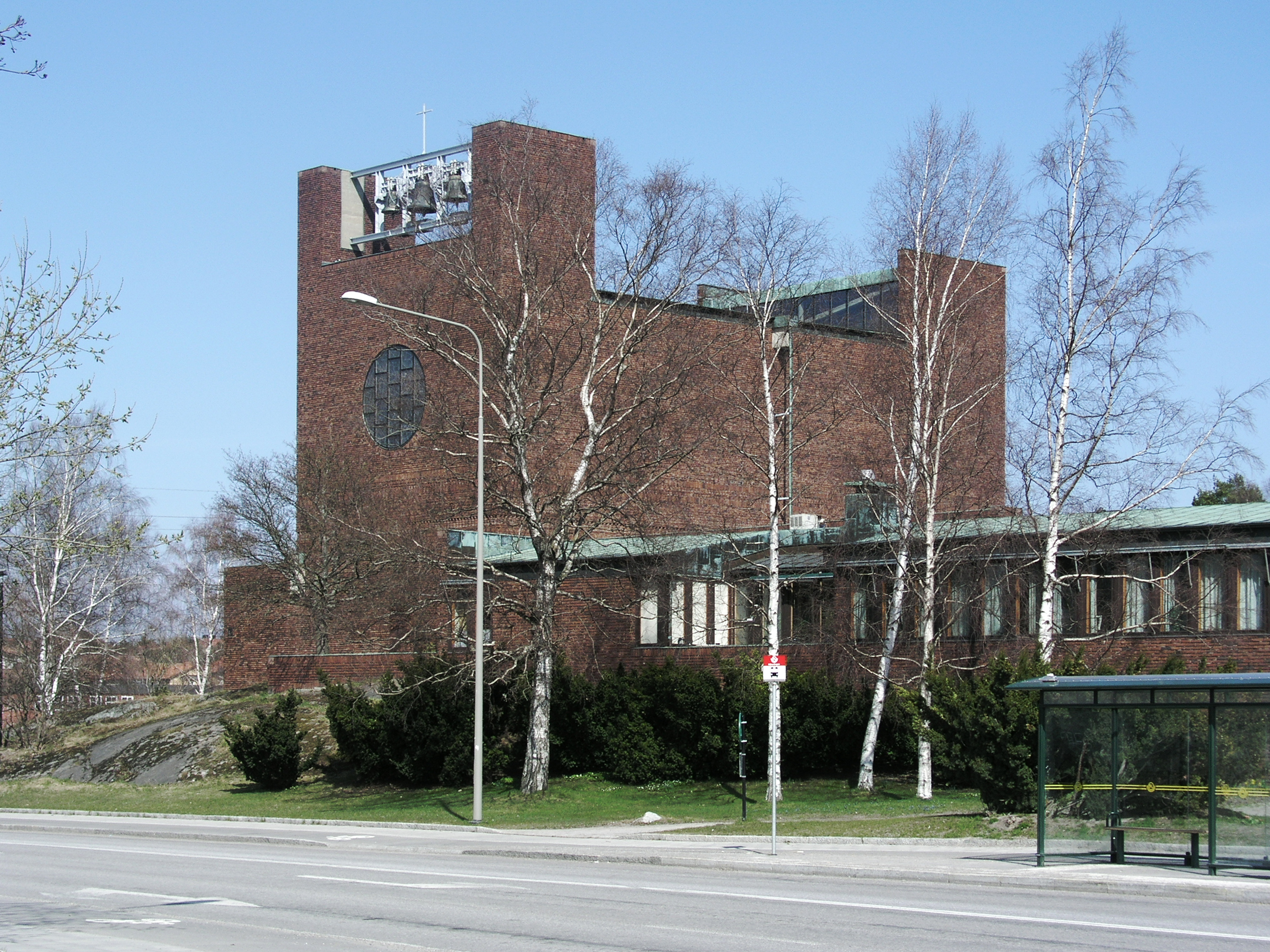
Söderledskyrkan.
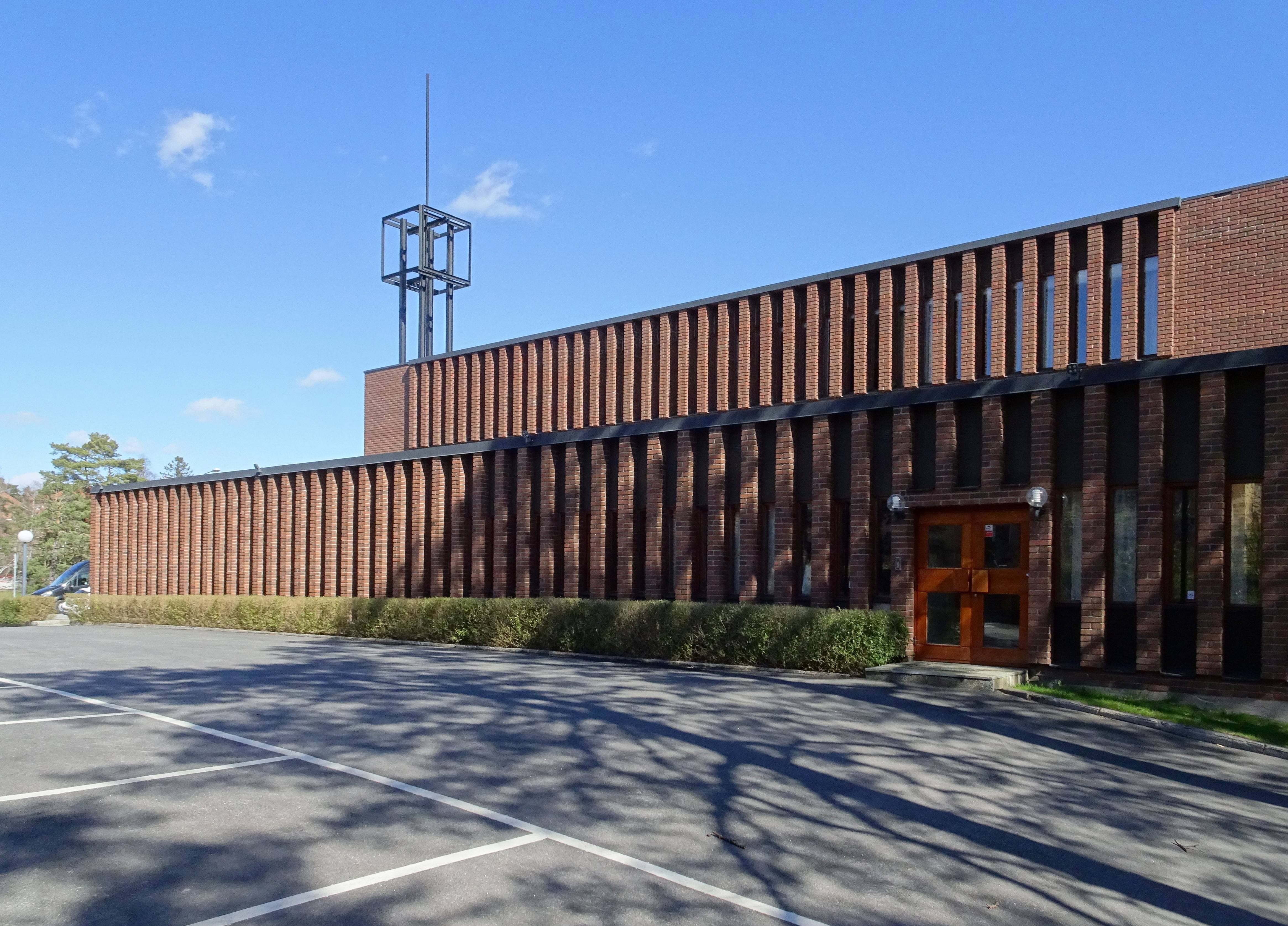
Gubbängens kapell.
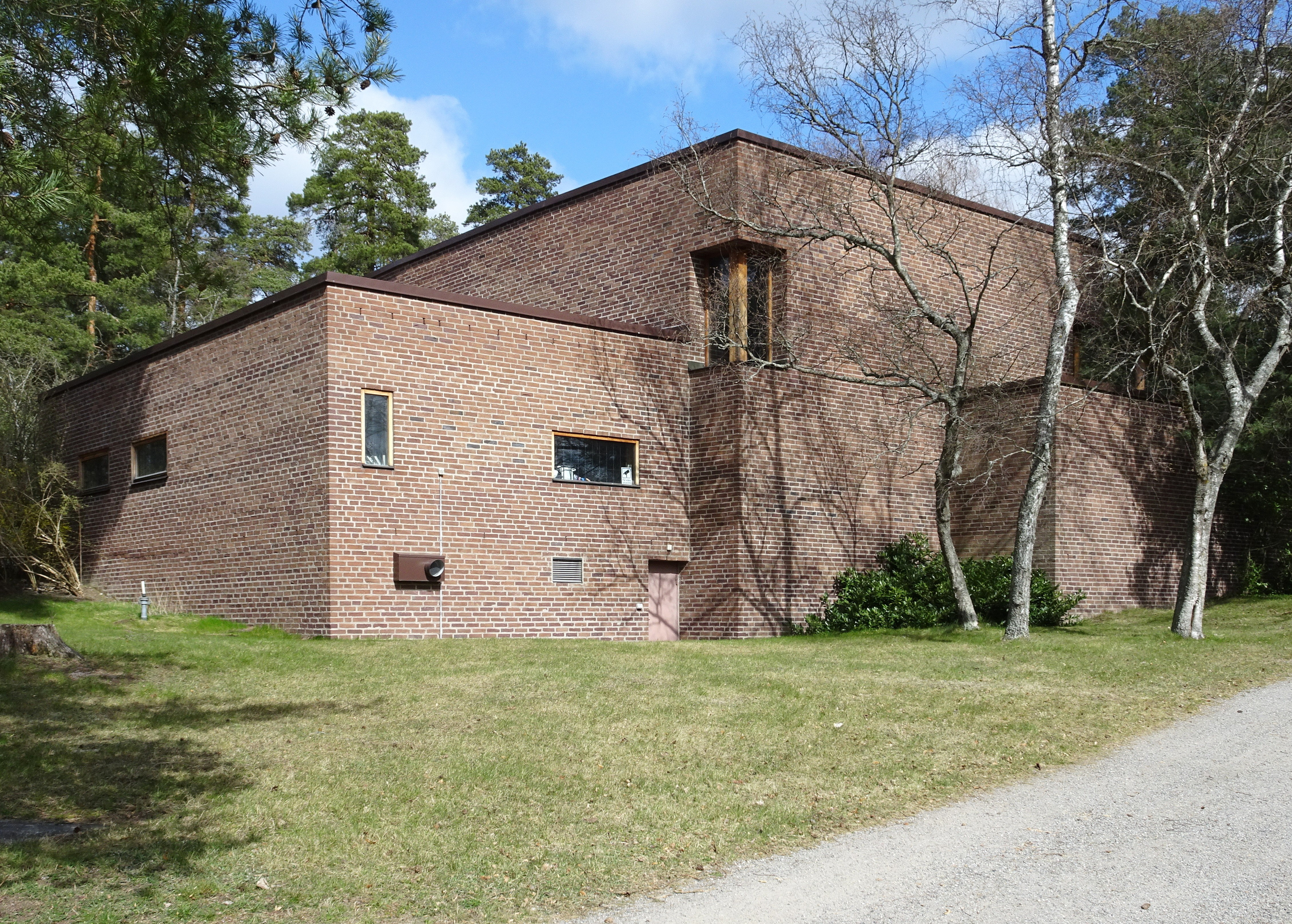
Judiska begravningsplatsens kapell.
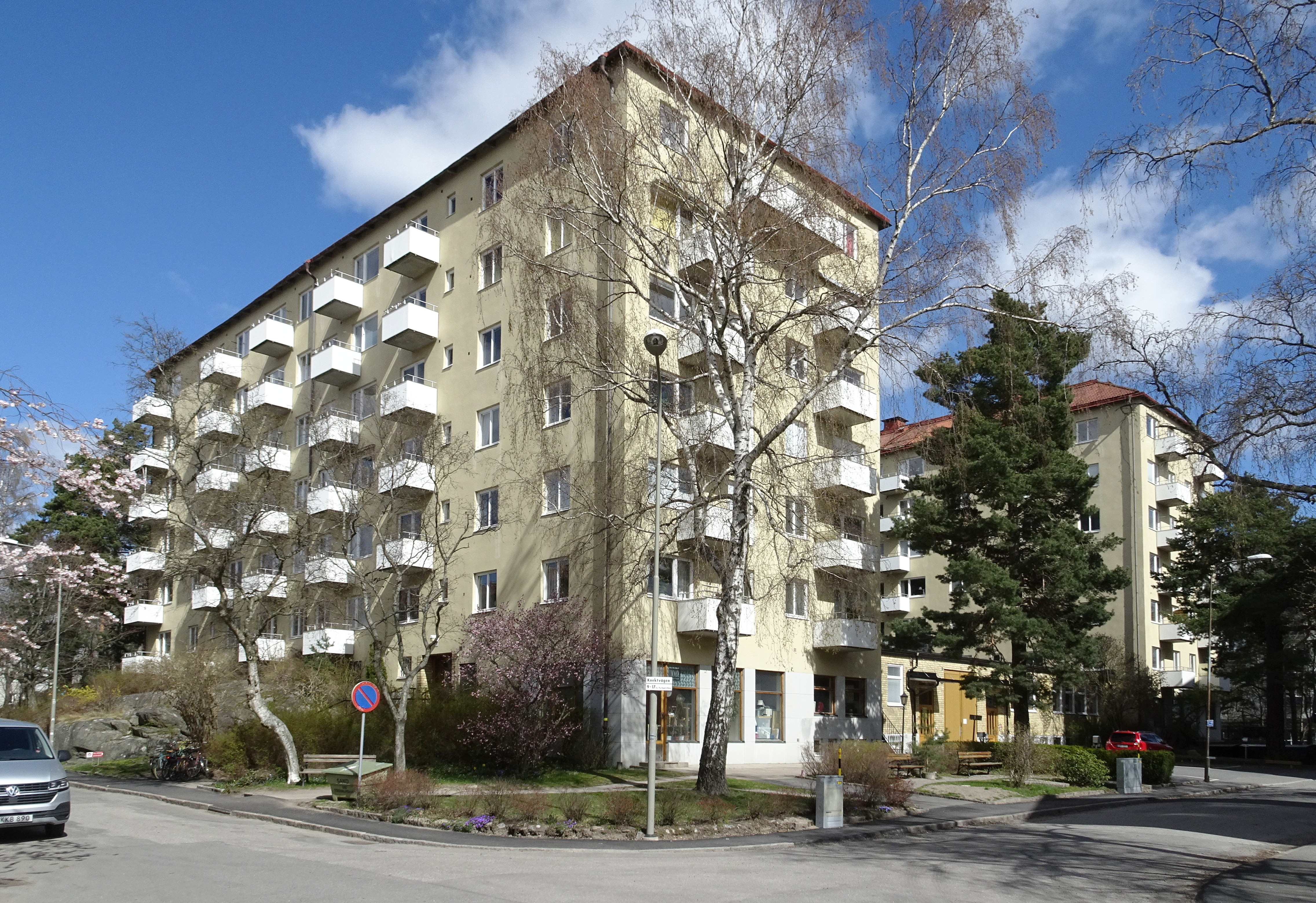
Kvarteret Fyrkantsfilen.
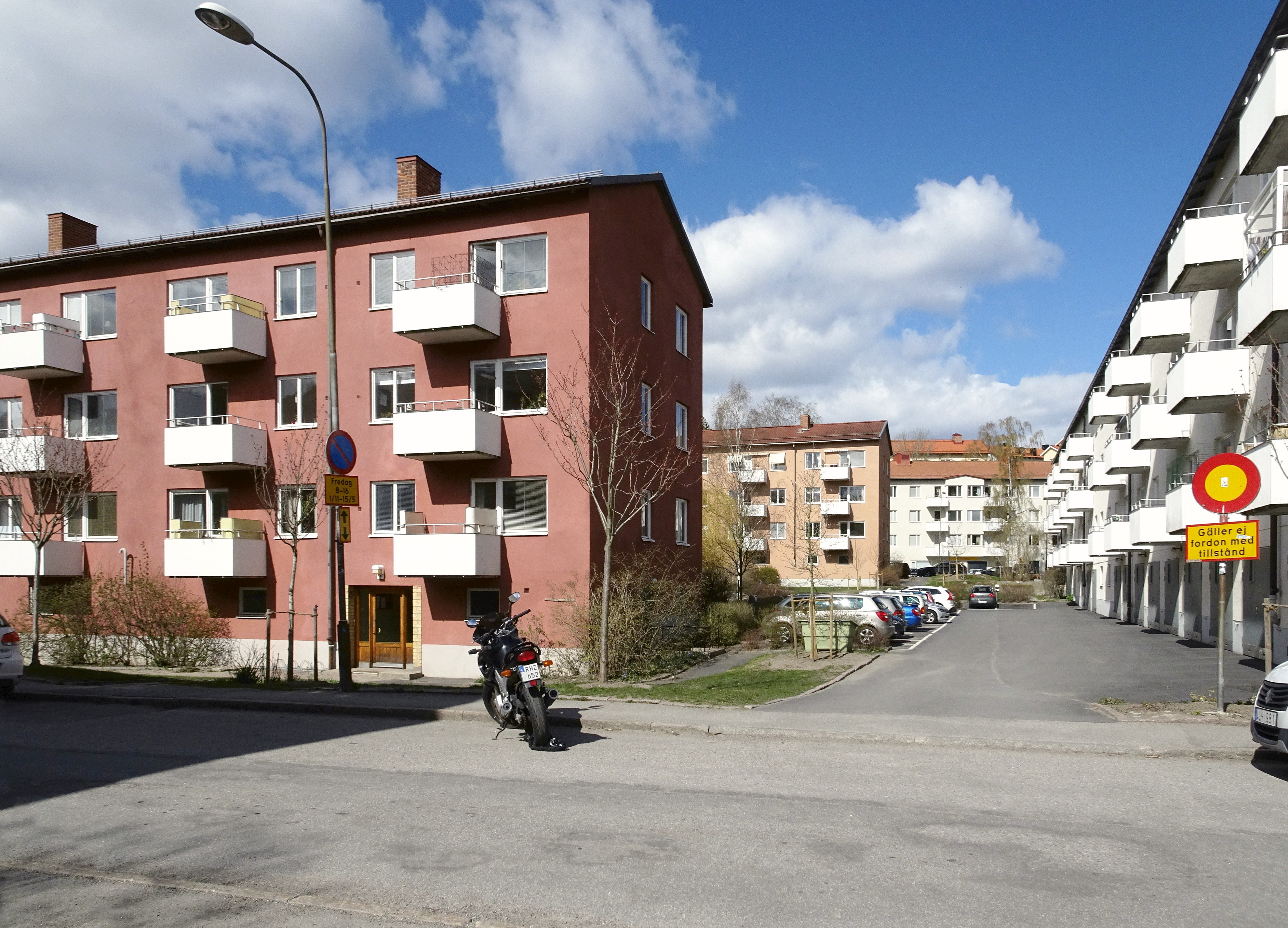
Kvarteret Spännknekten, sedd från Knektvägen.

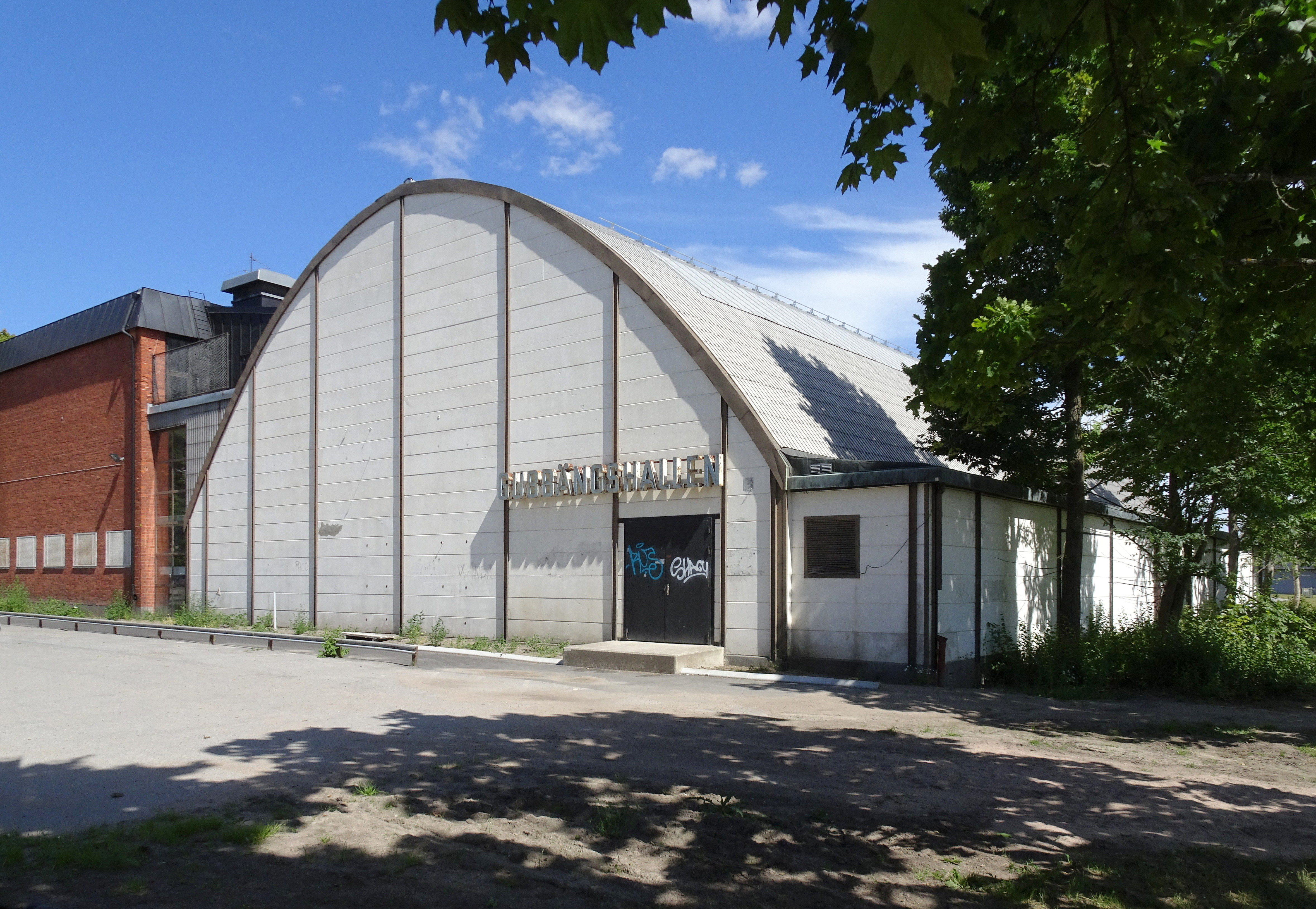
Gubbängshallen.
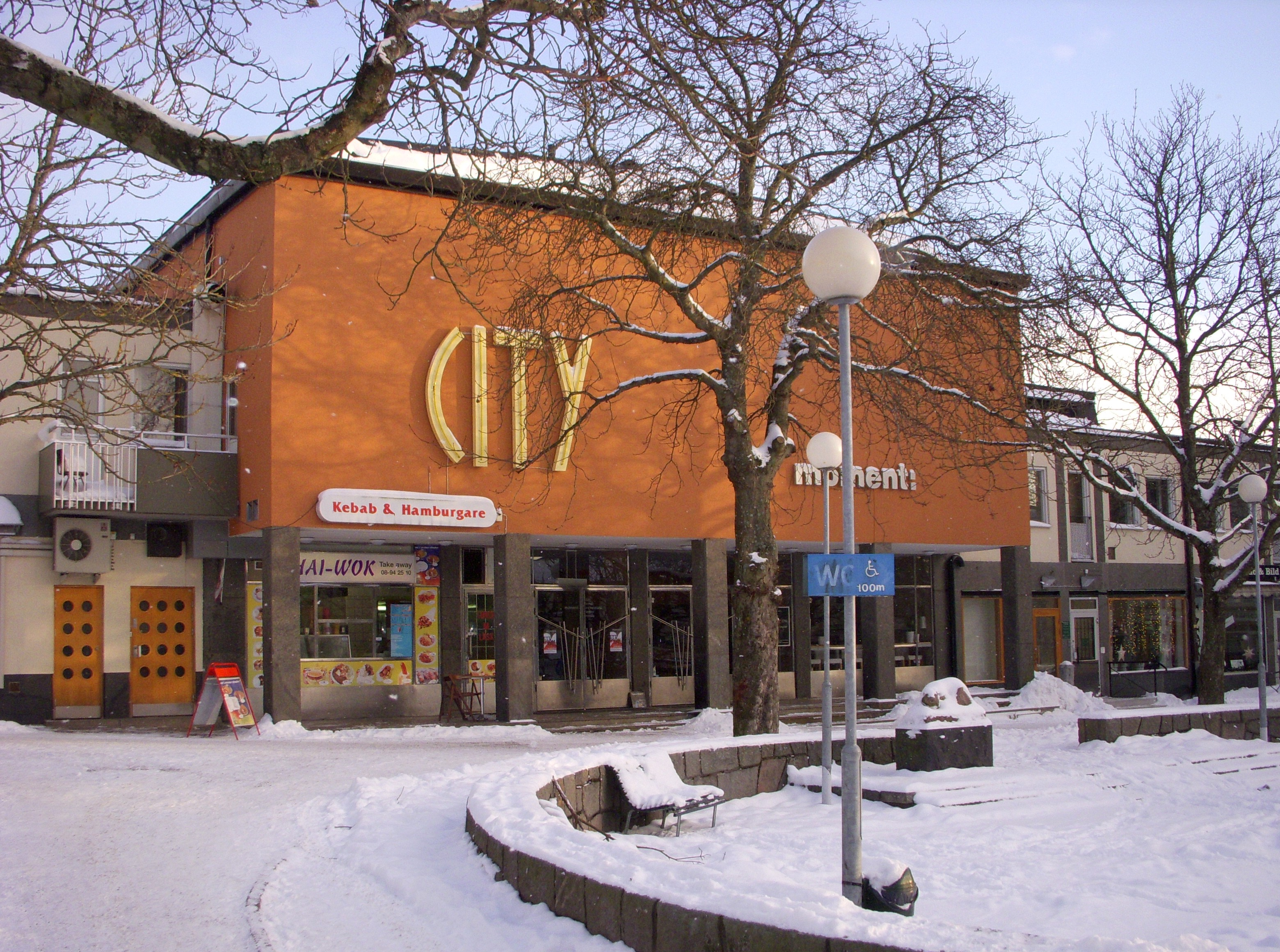
F.d. Biograf City.
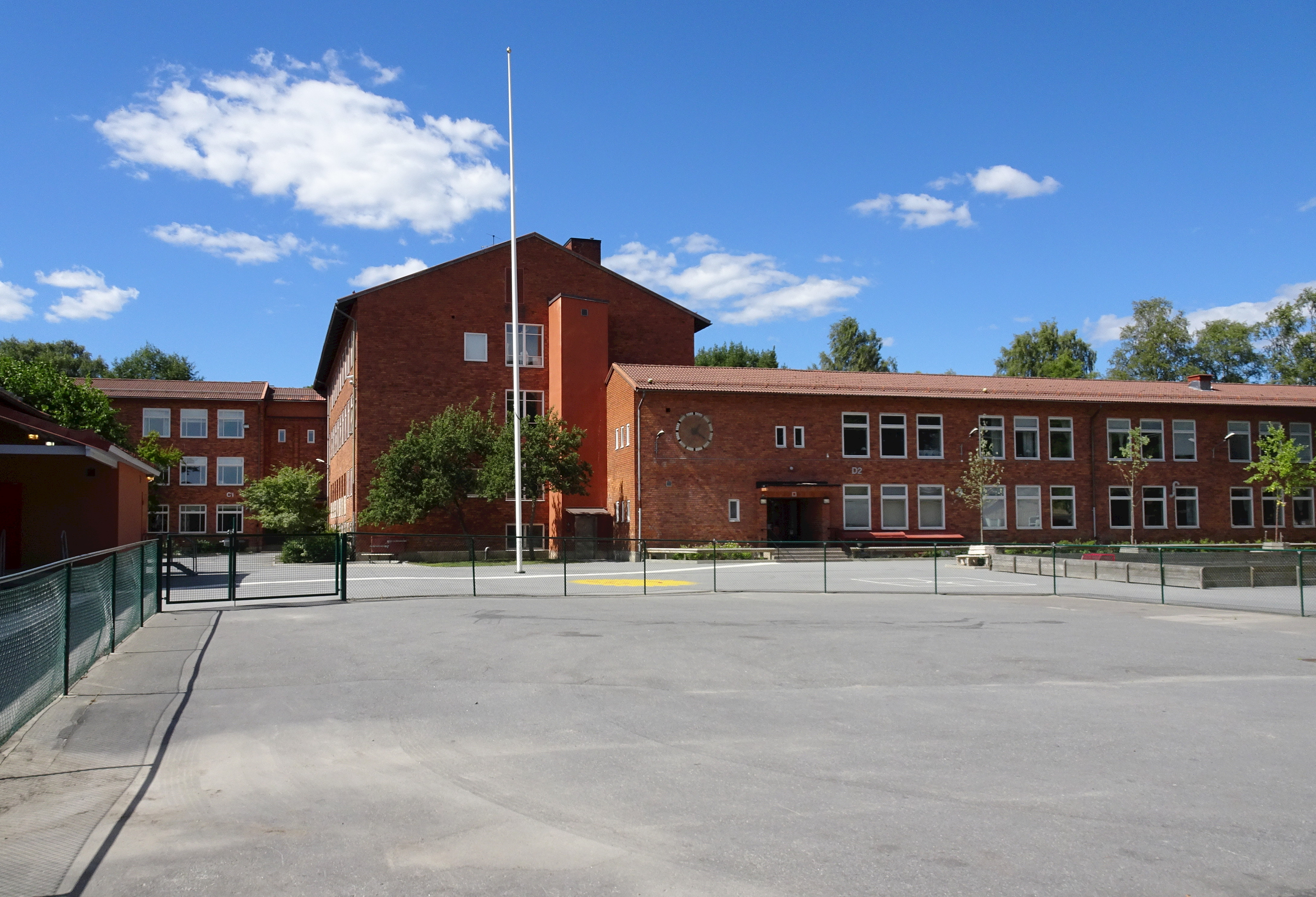
Gubbängsskolan.
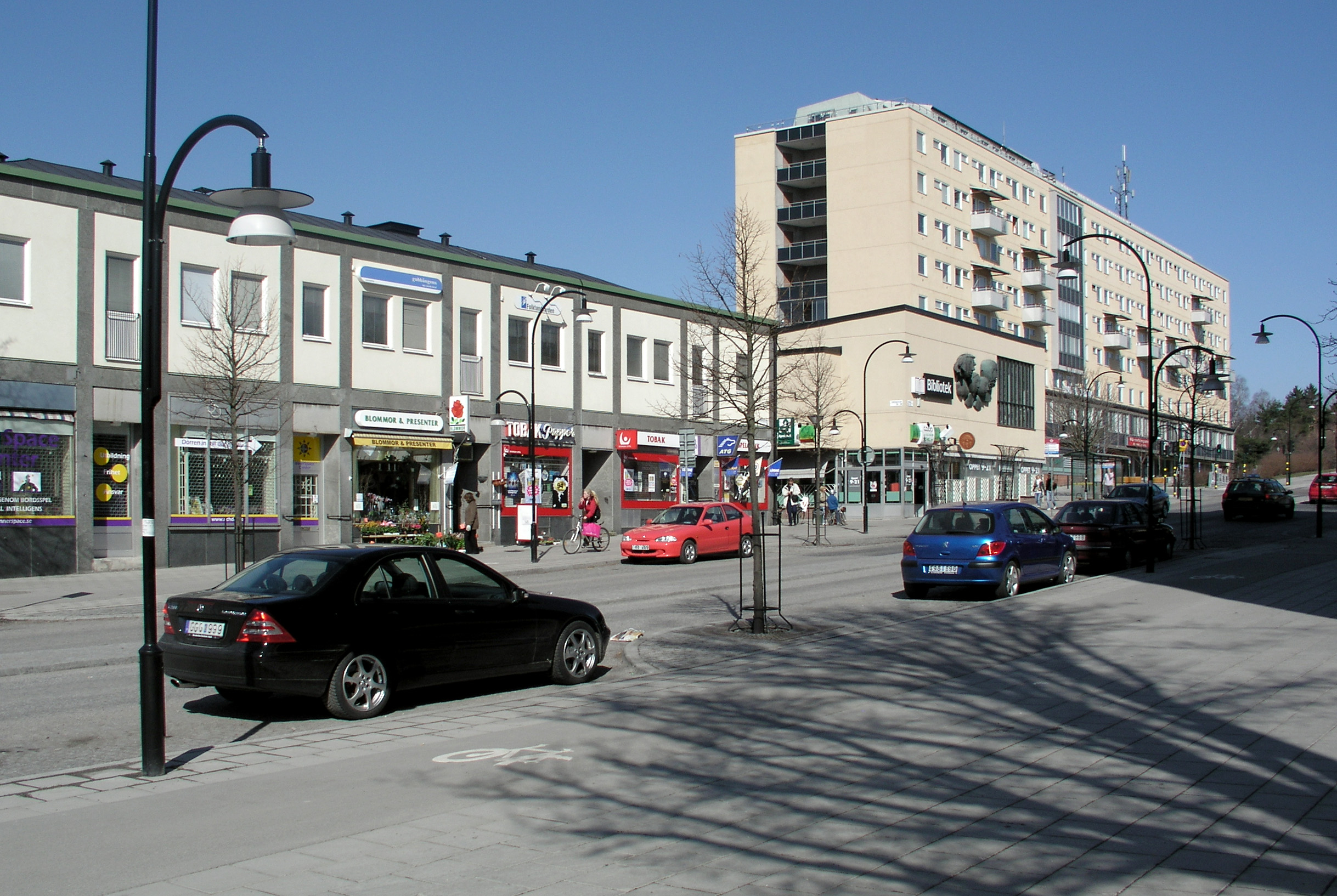
Gubbängens centrum.
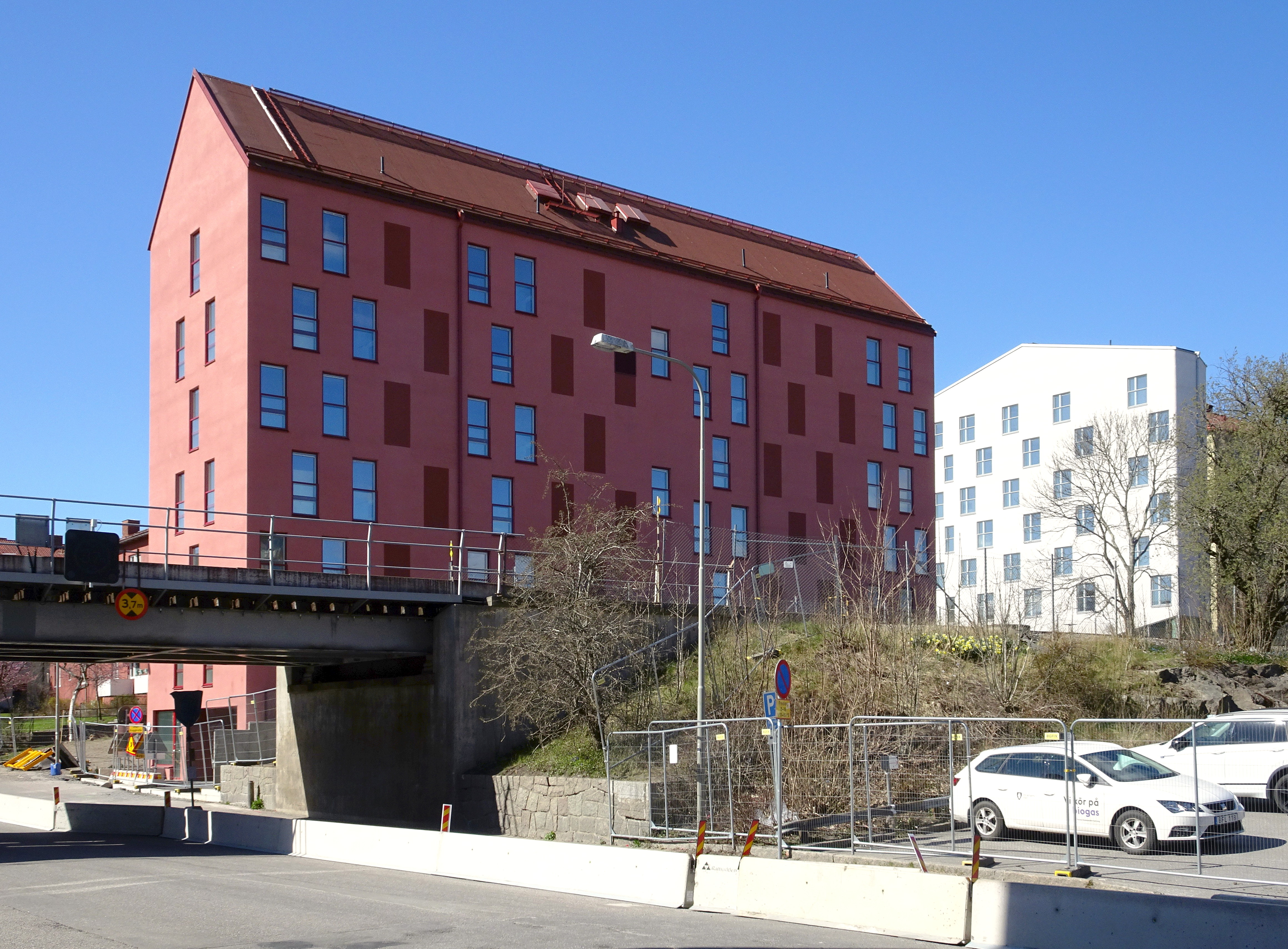
Nya bostadshus uppförda 2019 vid tunnelbanan.

## Källhänvisningar
1. ↑  Karta över Stockholms kommun - Stockholms kommun
2. ↑  befolkningen i Stockholm 1252 2005 från stockholmskällan
3. ↑  RAÄ:s bebyggelseregister: FYRKANTSFILEN 1 - husnr 1.
4. ↑  Stadsmuseets interaktiva karta för kulturmärkning av byggnader i Stockholm.
5. ↑  ”Områdesfakta”. statistik.stockholm.se. http://statistik.stockholm.se/omradesfakta/index.html. Läst 2 maj 2018.
6. 1 2  Stadsmuseets interaktiva karta för kulturmärkning av byggnader i Stockholm.
7. ↑  ”Gubbängens Fritidsträdgårdar”. Arkiverad från originalet den 23 oktober 2017. https://web.archive.org/web/20171023174212/http://fssk.se/valkommen-till-fssks-foreningssidor/farsta/gubbangens-fritidstradgardar/. Läst 23 oktober 2017.
8. ↑  Dagens Nyheter, Hans Jansson: "Bandyhall i Tallkrogen blir bandyhall i Gubbängen", 2016-01-23, läst 2016-01-23
9. ↑  Million, Christoffer (24 augusti 2020). ”Bildspel: I dag invigs bandyhallen i Gubbängen – se arenan inifrån”. Bandypuls. https://www.bandypuls.se/artikel/bildspel-i-dag-invigs-bandyhallen-i-gubbangen-se-arenan-inifran/. Läst 25 april 2024.
10. ↑  Planbeskrivning: Detaljplan för Gubbängsfältet, del av Gubbängen 1:1 i stadsdelen Gubbängen, S-Dp 2012-18476-54.
11. ↑  Plankarta: Detaljplan för Gubbängsfältet, del av Gubbängen 1:1 i stadsdelen Gubbängen, S-Dp 2012-18476-54.
12. ↑  ”Nya rugbyplaner på Gubbängsfältet - Stockholms stad”. vaxer.stockholm. 25 april 2025. https://vaxer.stockholm/projekt/gubbangen/nya-rugbyplaner-pa-gubbangsfaltet/. Läst 13 maj 2025.
13. ↑  ”Grönområden”. https://soderort.naturskyddsforeningen.se/gronomraden/. Läst 18 oktober 2017.
14. ↑  ”Majroskogen. Underlag till frilufts- och rekreationsplan, Andersson Jönsson Landskapsarkitekter och Ekologigruppen, 2012-09-28.”. https://etjanster.stockholm.se/Byggochplantjansten/PresentPlan/GetFile?fileRecordNumber=3556171&journalNumber=2009-16992. Läst 11 januari 2022.